# Francis Thomas Bacon
Francis Thomas Bacon (* 21. Dezember 1904 in Billericay; † 24. Mai 1992 in Little Shelford) war ein englischer Ingenieur.
Von 1925 bis 1940 arbeitete Bacon bei der C.A. Parsons & Co. Ltd. in Newcastle upon Tyne. Danach war er am King’s College in Cambridge tätig und arbeitete an der Entwicklung von alkalischen Brennstoffzellen. Im Jahr 1959 stellte er die erste 6-kW-Brennstoffzelle vor, die auf dem Prinzip der alkalischen Brennstoffzelle basierte. Darauf basierende Brennstoffzellen fanden später in der Raumfahrt im Rahmen des Apollo-Programms Anwendung.
Bacon erhielt den Order of the British Empire und war Fellow of the Royal Academy of Engineering und Fellow of the Royal Society. Im Jahr 1991 erhielt er die erste Grove Medal des Elsevier-Verlags.